# Sondra Radvanovsky
Sondra Radvanovsky (Berwyn, Chicago, Estats Units, 11 d'abril de 1969) és una soprano lírica spinto estatunidenca. El seu repertori més aclamat és el verdià.
Va viure i va assistir a l'escola secundària a Richmond (Indiana), una petita ciutat que tenia però la seva pròpia companyia d'òpera. Va començar la seva carrera a l'edat d'11 anys, formada al Centre de Música Tanglewood del Conservatori de música de la Universitat de Cincinnati, amb el Lindemann Young Artist Development Program de la Metropolitan Opera impartit per professors com Martial Singher, Ruth Falcon i Diana Soviero.
Radvanovsky s'ha especialitzat en el repertori verdià més exigent i compromès (Leonora de Il Trovatore i de La Forza del Destino, Elvira d'Ernani, Elisabetta de Don Carlo, Elena de Les vêpres siciliennes, també en la versió italiana, Violeta Valery, Aïda, Lina, Luisa o la part de soprano del Rèquiem) tot i que el seu repertori també abraça a Puccini (Tosca, Suor Angelica, Manon Lescaut, La bohème), Donizetti (Lucrezia Borgia), Alfano (Cyrano de Bergerac), Wagner (Gutrune, Freia), Bizet (Micaela), Mozart (Donna Anna), Dvorak (Rusalka), Floyd (Susannah), Rossini (Stabat Mater), Johann Strauss (Rosalinde), Giordano (Magdalena).
Sondra Radvanovsky ha esdevingut una soprano resident al Metropolitan Opera de Nova York, on va debutar el 12 de setembre de 1996 cantant la Contesa de Ceprano i al cap de dos anys, el 19 de febrer de 1998 ja debutava en un rol protagonista, cantant l'Antonia de Les Contes d'Hoffmann (també va fer en les mateixes funcions la Stella). A partir d'aquell moment, tot i fer alguna col·laboració luxosa com una de les serventes de l'Elektra l'any 1999 o la Gutrune i la Freia en el Ring del 2000, ja no ha fet altra cosa que els primers rols protagonistes, sobretot de les òperes de Verdi.